# Дарруссен, Жан-Пьер
Жан-Пьер Дарруссен (фр. Jean-Pierre Darroussin; род. 4 декабря 1953, Курбевуа, Франция) — французский актёр и режиссёр.

## Биография

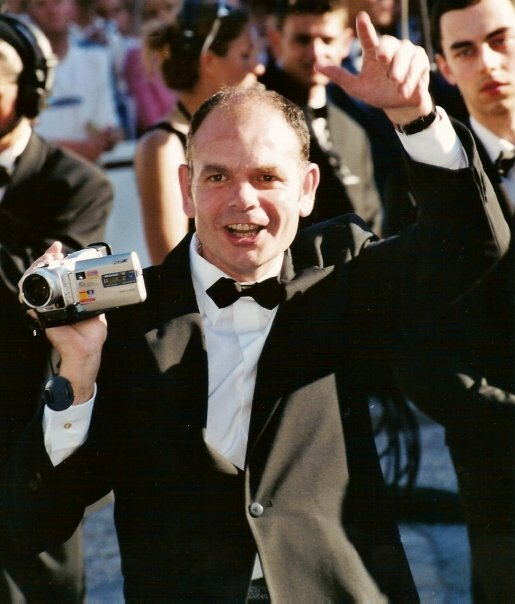
Жан-Пьер Дарруссен на Каннском фестивале, 2002

Жан-Пьер Дарруссен родился 4 декабря 1953 года в Курбевуа департамент О-де-Сен, интерес к театру у него появился в лицее. Он поступает в 1976 году в «Высшую национальную консерваторию драматического искусства» с Катрин Фро и Ариан Аскарид.
Широкой публике Дарруссен стал известен после выхода фильма Филиппа де Брока «Психотерапевт» .
В 1980-е годы успешно играет в театре. Вместе со своей сокурсницей Катрин Фро в спектакле «Компания Красной Шляпы» (фр. Compagnie du Chapeau Rouge) режиссёра Пьера Прадина (Pierre Pradinas).
В 1997 году получает премию «Сезар» за лучшую мужскую роль в фильме «Семейная атмосфера» Седрика Клапиша, снятого по одноимённой пьесе Аньес Жауи и Жан-Пьера Бакри.
Спустя год он играет свою первую большую роль в «Осьминоге» Гийома Никлу, затем следует участие в фильмах «15 августа», «Сердца мужчин» с чего и начинается его успешная карьера актёра во французском кино.

## Фильмография
Режиссёр и сценарист
- 2006 — Предчувствие / Le Pressentiment

Актёр
| - 1979 — Удар головой / Coup de tête - 1981 — Психотерапевт / Psy - 1981 — Те, кого мы не имели / Celles qu’on n’a pas eues - 1984 — Наша история / Notre histoire - 1985 — Сцены из жизни / Tranches de vie - 1985 — Умирают только дважды / On ne meurt que deux fois - 1989 — Мои лучшие друзья / Mes meilleurs copains - 1991 — Белый кошмар / Cauchemar blanc - 1992 — Совсем ничего / Riens du tout - 1994 — Холодная вода / L’Eau froide - 1996 — Мужчина моей жизни / Mon homme - 1996 — Семейная атмосфера / Un air de famille - 1997 — Старая песня / On connaît la chanson - 1997 — Мариус и Жаннетт / Marius et Jeannette - 1998 — Осьминог / Le Poulpe - 1999 — Рождественский пирог / La Bûche - 2000 — На чужой вкус / Le Goût des autres - 2000 — Ваш выбор, Мадам / Ça ira mieux demain - 2001 — 15 августа / 15 août - 2001 — Искусство обольщения / L’Art (délicat) de la séduction | - 2002 — Частное расследование / Une affaire privée - 2002 — Тысяча тысячных / Mille millièmes - 2002 — Ах, если бы я был богат / Ah! Si j’etais riche - 2003 — Сердца мужчин / Le Cœur des hommes - 2004 — Красные огни / Feux rouges - 2004 — Долгая помолвка / Un long dimanche de fiançailles - 2005 — Сколько ты стоишь? / Combien tu m’aimes? - 2005 — Кактус / Le Cactus - 2006 — Предчувствие / Le Pressentiment - 2006 — Путешествие в Армению / Le voyage en Arménie — Пьер - 2007 — Диалог с моим садовником / Dialogue avec mon jardinier - 2007 — Хрупкие / Fragile(s) - 2007 — Я жду кое-кого / J’attends quelqu’un - 2007 — Сердца мужчин 2 / Le Cœur des hommes 2 - 2008 — Путешествие в Пиренеи / Le Voyage aux Pyrénées - 2009 — Ошибка банка в вашу пользу / Erreur de la banque en votre faveur - 2009 — Армия преступников / L’Armée du crime - 2010 — Бессмертный / L’Immortel - 2011 — Гавр / Le Havre - 2017 — Обещание на рассвете / La promesse de l’aube |

- С 2015 года — Бюро (Бюро легенд, сериал)/ Le Bureau des Légendes

## Премии и награды
- Премия «Сезар»:
  - 1994 — Номинация за лучшую мужскую роль второго плана в фильме «Кухня и зависимость»
  - 1997 — Премия за лучшую мужскую роль в фильме «Семейная атмосфера»
  - 1998 — Номинация за лучшую мужскую роль второго плана в фильме «Мариус и Жанет»
  - 1999 — Номинация за лучшую мужскую роль в фильме «Спрут»
  - 2008 — Номинация за лучшую мужскую роль в фильме «Диалог с моим садовником»